# Bautismo de Jesús

Bautismo de Cristo por Francisco de Goya. Hacia 1780

El Bautismo de Jesús es un episodio en la vida de Jesús de Nazaret que aparece relatado en el Nuevo Testamento, y con él se inicia su ministerio público. Lo mencionan los cuatro Evangelistas: Mt 3,13-17; Mc 1,9-11; Lc 3,21-22; Jn 1,29-34. En las iglesias de Oriente este episodio corresponde a la Teofanía o Epifanía de Cristo. 
Los evangelios canónicos narran que Jesús llega a la orilla del río Jordán procedente de Galilea, y allí pide a su primo Juan que le bautice. Juan protesta y dice que es él quien debiera ser bautizado por Jesús. Jesús le responde:

«Déjame ahora, pues conviene que así cumplamos toda justicia.»
Evangelio de Mateo 3,15

Juan procede y el Espíritu de Dios desciende sobre Jesús, al tiempo que una voz decía:

«Este es mi Hijo amado, en quien me complazco.»
Evangelio de Mateo 3,17

Dado que el bautismo de Jesús por Juan el Bautista es coronado por la bajada del Espíritu Santo y la proclamación de Dios Padre de la filiación divina de Jesús, los cristianos consideraron esta escena como una manifestación o teofanía del misterio de la Santísima Trinidad. La Iglesia católica la conmemora bajo el nombre de Solemnidad del Bautismo del Señor, el domingo posterior a la solemnidad de Epifanía, y con ella finaliza el tiempo litúrgico de la Navidad.

## Textos bíblicos
- Según  san Mateo (3; 13-17)

Entonces vino Jesús al Jordán desde Galilea, para ser bautizado por Juan. Pero éste se resistía diciendo: —Soy yo quien necesita ser bautizado por ti, ¿y vienes tú a mí? Jesús le respondió: —Déjame ahora, así es como debemos cumplir nosotros toda justicia. Entonces Juan se lo permitió. Inmediatamente después de ser bautizado, Jesús salió del agua; y entonces se le abrieron los cielos, y vio al Espíritu de Dios que descendía en forma de paloma y venía sobre él. Y una voz desde los cielos dijo:-Éste es mi Hijo, el amado, en quien me he complacido.

- Según  san Marcos (1; 9-11)

Y sucedió que en aquellos días vino Jesús desde Nazaret de Galilea, y fue bautizado por Juan en el Jordán. Y nada más salir del agua vio los cielos abiertos y al Espíritu que, en forma de paloma, descendía sobre él; y se oyó una voz desde los cielos: —Tú eres mi Hijo, el amado, en ti me he complacido.

- Según  san Lucas (3; 21-22)

Se estaba bautizando todo el pueblo. Y cuando Jesús fue bautizado, mientras estaba en oración, se abrió el cielo y bajó el Espíritu Santo sobre él en forma corporal, como una paloma. Y se oyó una voz que venía del cielo: '—Tú eres mi Hijo, el Amado, en ti me he complacido.

## Historicidad

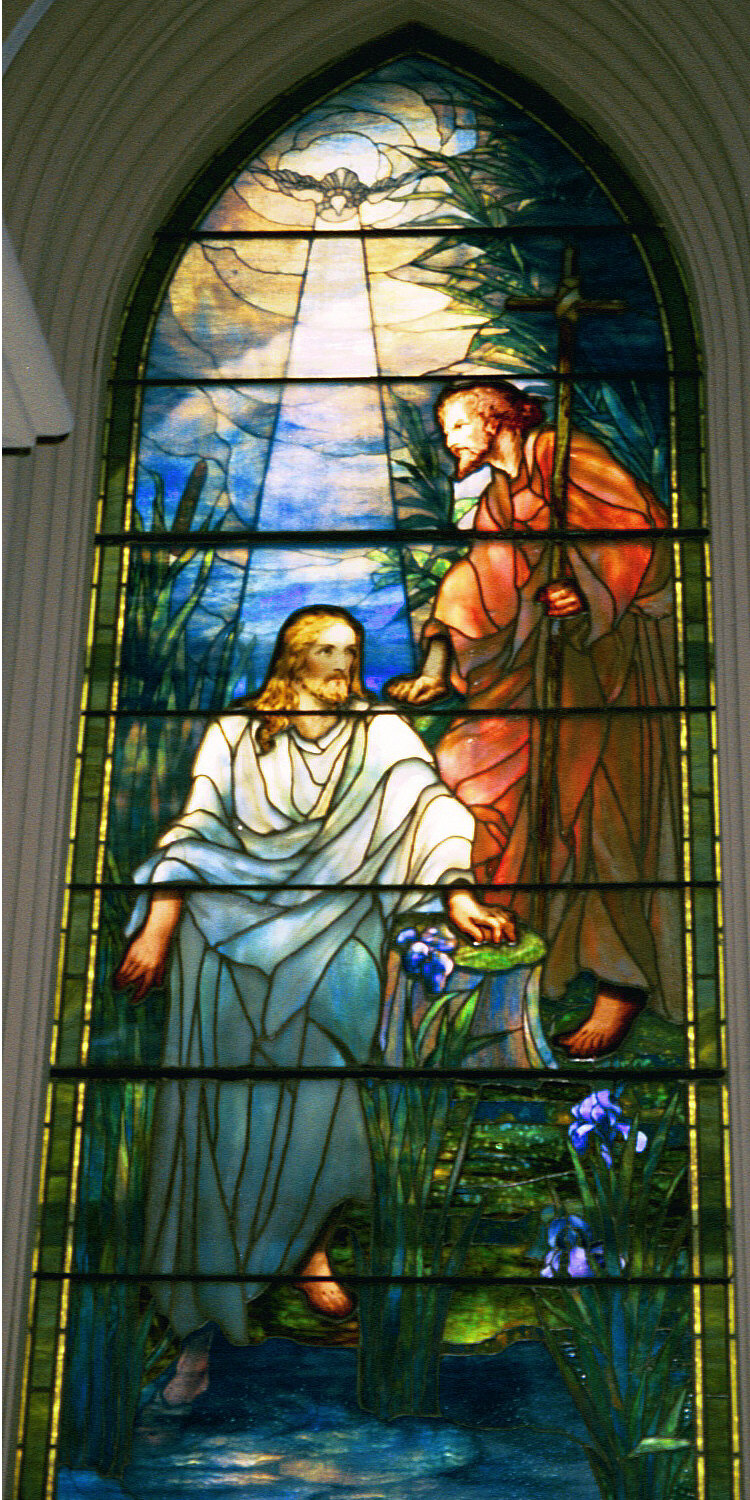
El Bautismo de Jesús, por Louis Comfort Tiffany

Los historiadores consideran el bautismo de Jesús por Juan como un hecho histórico, un evento que los primeros cristianos no habrían incluido en sus evangelios en ausencia de un «informe firme». Al igual que Jesús, Juan el Bautista y su ejecución son mencionados por Josefo, y el bautismo de Jesús se encuentra entre aquellos puntos en los que existe consenso amplio de veracidad.
Casi todos los eruditos creen que Juan el Bautista realizó un bautismo a Jesús, y lo consideran un acontecimiento histórico al que se puede asignar un alto grado de certeza. James Dunn afirma que la historicidad del bautismo y la crucifixión de Jesús "suscitan un asentimiento casi universal". "command almost universal assent". Dunn afirma que estos dos hechos ocupan un lugar tan alto en la escala de 'casi imposible de dudar o negar' de los hechos históricos" que a menudo son los puntos de partida para el estudio del Jesús histórico.  John Dominic Crossan afirma que es históricamente cierto que Jesús fue bautizado por Juan en el Jordán.
En las Antigüedades judías (18.5.2) el historiador del siglo I Flavio Josefo también escribió sobre Juan el Bautista y su eventual muerte en Perea.
La existencia de Juan el Bautista en el mismo marco temporal que Jesús, y su eventual ejecución por Herodes Antipas, está atestiguada por el historiador del siglo I Flavio Josefo y la inmensa mayoría de los eruditos modernos consideran auténticos los Relatos de Josefo sobre las actividades de Juan el Bautista.  Josefo establece una conexión clave entre los acontecimientos históricos que registró y episodios específicos que aparecen en los evangelios.  La referencia en las Antigüedades judías de Josefo a la popularidad de Juan entre las multitudes (Antigüedades 18.5.2) y a cómo predicó su bautismo se considera un dato histórico fiable. A diferencia de los evangelios, Josefo no relaciona a Juan y a Jesús, y no afirma que los bautismos de Juan fueran para la remisión de los pecados. Sin embargo, casi todos los eruditos modernos consideran que el pasaje de  Josefo sobre Jesús es auténtico en su totalidad y ven las variaciones entre Josefo y los evangelios como indicios de que los pasajes de Josefo son auténticos, pues un interpolador cristiano los habría hecho corresponder con las tradiciones cristianas.
Uno de los argumentos a favor de la historicidad del bautismo de Jesús por Juan es que se trata de una historia que la Iglesia cristiana primitiva nunca habría querido inventar, lo que suele denominarse el criterio de la vergüenza en el análisis histórico.  Con base en este criterio, dado que Juan bautizaba para la remisión de pecadoss, y Jesús era visto como sin pecado, la invención de esta historia no habría servido para nada, y habría sido una vergüenza dado que posicionaba a Juan por encima de Jesús. El Evangelio de Mateo intenta compensar este problema haciendo que Juan se sienta indigno de bautizar a Jesús y que Jesús le dé permiso para hacerlo en Mateo 3:14-15.
Los evangelios no son las únicas referencias a los bautismos realizados por Juan. En Hechos de los Apóstoles, el Pedro se refiere a cómo el ministerio de Jesús siguió "el bautismo que Juan predicó". Otro argumento que apoya la historicidad del bautismo es que múltiples relatos se refieren a él, lo que suele denominarse el criterio de  atestación múltiple. Técnicamente, la atestación múltiple no garantiza la autenticidad, sino que sólo determina la antigüedad. Sin embargo, para la mayoría de los estudiosos, junto con el criterio de la vergüenza da credibilidad al bautismo de Jesús por Juan siendo un hecho histórico.

## En los Evangelios Sinópticos
Marcos, Mateo y Lucas describen el bautismo en pasajes paralelos. En los tres evangelios, el Espíritu Santo es representado descendiendo sobre Jesús inmediatamente después de su bautismo acompañado por una voz del Cielo, pero los relatos de Lucas y Marcos registran la voz dirigiéndose a Jesús diciendo "Tú eres mi Hijo amado, en quien tengo complacencia", mientras que en Mateo la voz afirma "Este es mi Hijo amado, en quien tengo complacencia" (Mateo 3: 13-17; Marcos 1:9-11; Lucas 3:21-23). 
Después del bautismo, los Evangelios sinópticos describen la tentación de Jesús, en la que Jesús se retiró al desierto de Judea para ayunar durante cuarenta días y cuarenta noches.

### Mateo
El relato de Mateo es único en varios aspectos: Afirma que Jesús salió de Galilea con el propósito de ser bautizado por Juan (πρὸς τὸν Ἰωάννην τοῦ βαπτισθῆναι ὑπ' αὐτοῦ). Incluye una conversación entre Juan y Jesús: En el v. 14, Juan dijo: "Yo necesito ser bautizado por ti, ¿y tú vienes a mí?". Sin embargo, Jesús convence a Juan de que lo bautice "para cumplir toda justicia" (v. 15). Mateo recoge que la voz del cielo dice "Este es mi Hijo amado, en quien tengo complacencia", pero no indica a quién se dirige.

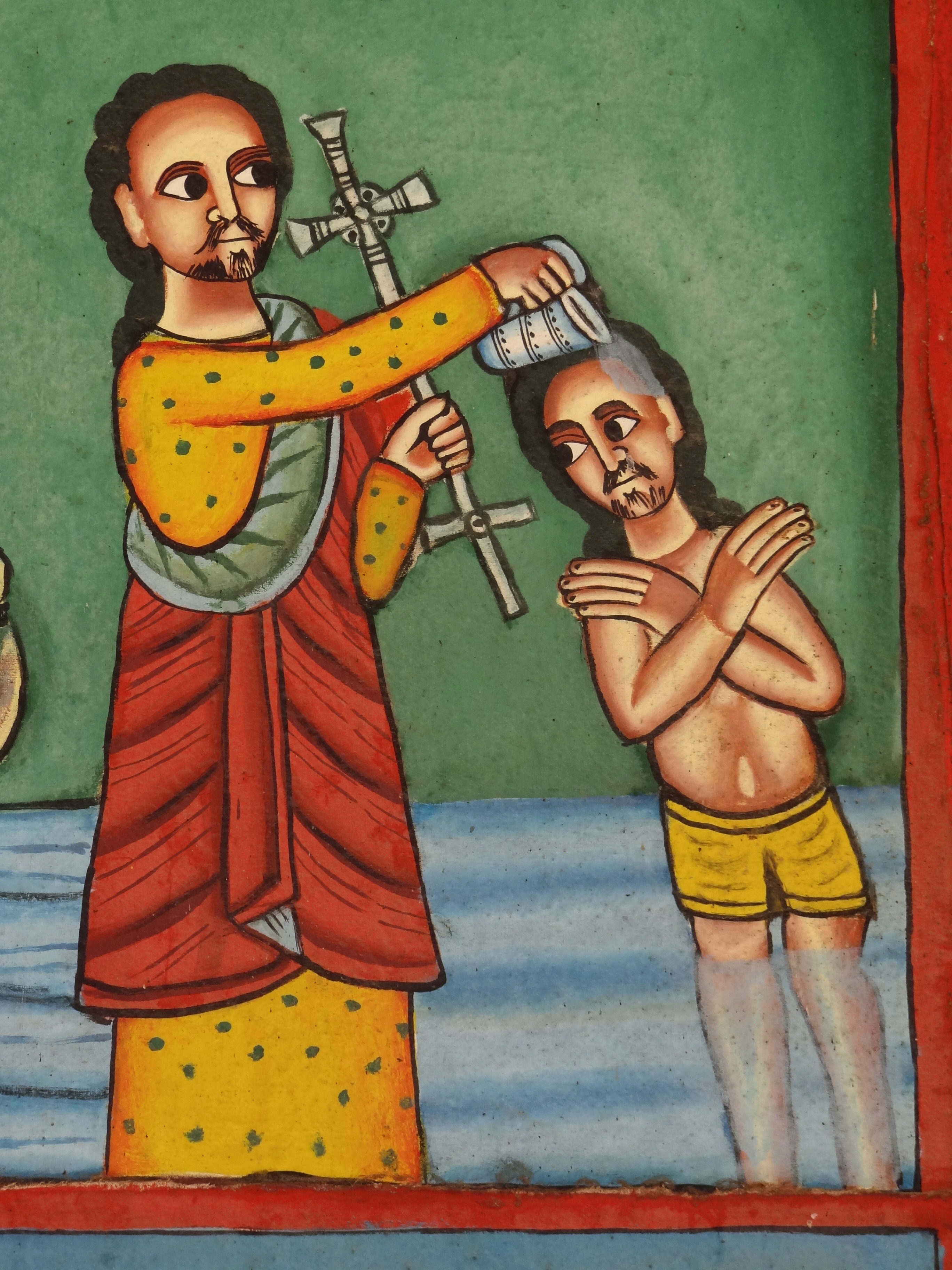
Representación del Bautismo de Jesús en Axum, Etiopía

.

### Marcos
El relato de Marcos es aproximadamente paralelo al de Mateo, a excepción de  Mateo 3:14- Mateo 3:15, que describe la reticencia inicial de Juan y su eventual consentimiento para bautizar a Jesús, que no describe Marcos. Marcos utiliza una palabra inusual para referirse a la apertura de los cielos, σχιζομένους, schizomenous, que significa "desgarrar" o "rasgar" (Marcos 1:10). Forma un hilo verbal con el desgarramiento (ἐσχίσθη, eschisthē) del Velo del Templo en Marcos 15:38, lo que invita a comparar ambos episodios.

### Lucas
Lucas comienza su Evangelio con el nacimiento de Juan el Bautista, anunciado a su padre, Zacarías, por el ángel Gabriel. Seis meses después, Gabriel se aparece a la Virgen María con el anuncio del nacimiento de Jesús en el episodio de la Anunciación. Gabriel también anuncia a María el próximo nacimiento de Juan el Bautista a su pariente Isabel, esposa de Zacarías. María va inmediatamente a visitar a Isabel y permanece con ella hasta el nacimiento de Juan. Lucas contrasta fuertemente las reacciones de Zacarías y María ante estos dos nacimientos respectivos; y las vidas de Juan y Jesús están entrelazadas.
Lucas describe de forma única a Juan mostrando amabilidad en público con los recaudadores de impuestos y animando a dar limosna a los pobres (como en Lucas 3:11). Lucas registra que Jesús estaba orando cuando se abrió el Cielo y el Espíritu Santo descendió sobre él. Lucas aclara que el espíritu descendió en la "forma corporal" de una paloma, en lugar de simplemente "descender como" una paloma. En Hechos 10:37-38, se describe el ministerio de Jesús como posterior "al bautismo que Juan predicó".

### Juan

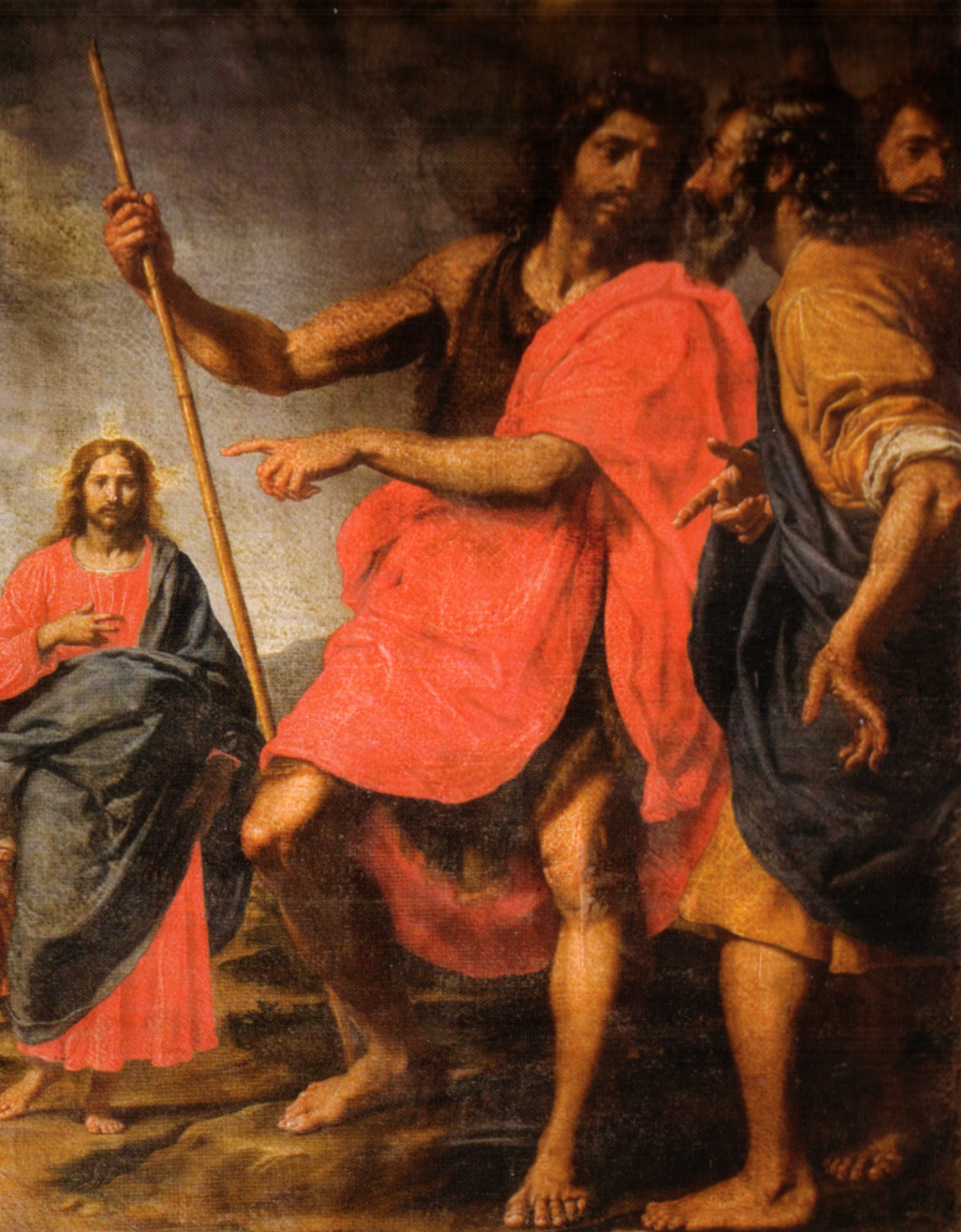
Jesús (izquierda) está siendo identificado por Juan el Bautista en Juan 1:29, por Ottavio Vannini, siglo XVII

En Juan 1:29-33, más que una narración directa, Juan el Bautista da testimonio de que el espíritu descendió como una paloma.
El Evangelio de Juan (Juan 1:28) especifica "Betábara al otro lado del Jordán", es decir, Betania en Perea como el lugar donde Juan estaba bautizando cuando Jesús empezó a elegir discípulos, y en Juan 3:23 se mencionan más bautismos en Ænon "porque allí había mucha agua".
Juan 1:35-37 narra un encuentro, entre Jesús y dos de sus futuros discípulos, que entonces eran discípulos de Juan el Bautista.
El episodio de Juan 1:35-37 constituye el inicio de la relación entre Jesús y sus futuros discípulos. Cuando Juan el Bautista llamó a Jesús el Cordero de Dios, los "dos discípulos le oyeron hablar, y siguieron a Jesús". Uno de los discípulos se llama Andrés, pero el otro permanece sin nombre, y Raymond E. Brown plantea la cuestión de que sea el propio autor del Evangelio de Juan. En el Evangelio de Juan, los discípulos siguen a Jesús a partir de entonces, y traen a otros discípulos a él, y Hechos 18:24-19:6 retrata a los discípulos de Juan como finalmente se fusionan con los seguidores de Jesús. 

## Localización

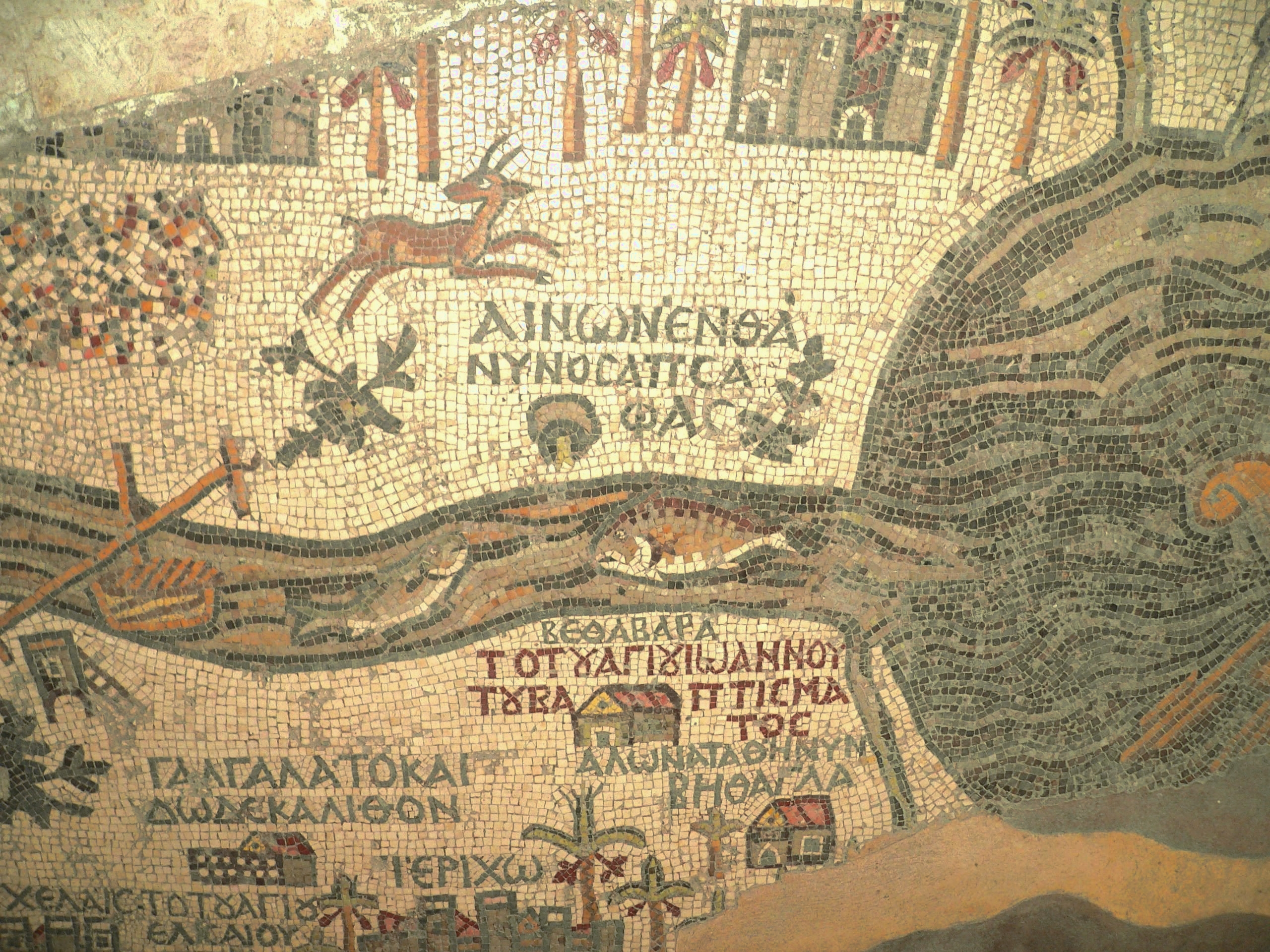
Parte del antiguo Mapa de Madaba mostrando Betábara al este del río Jordán

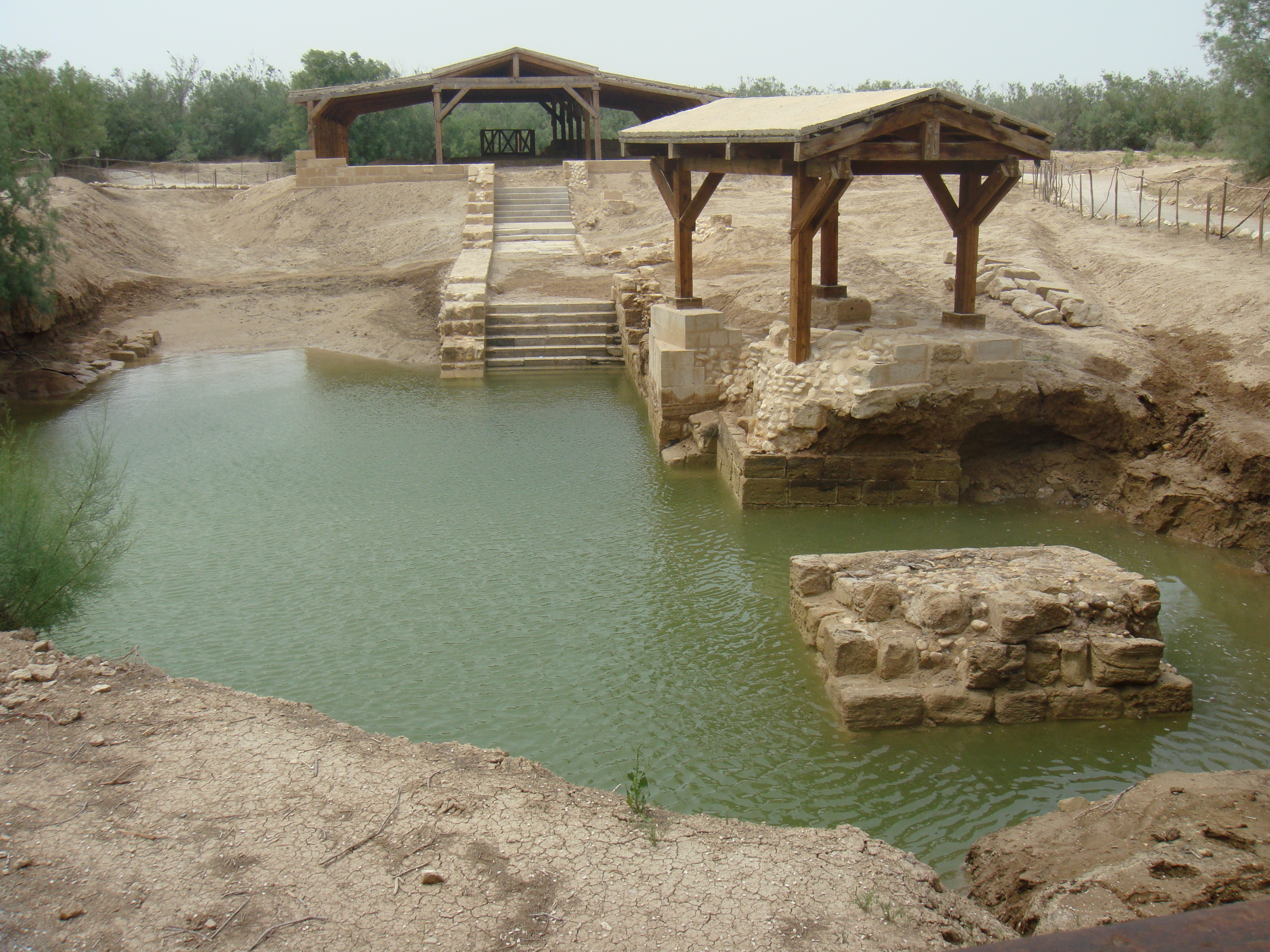
Las ruinas de Al-Maghtas en el lado jordano del río Jordán fueron el lugar del bautismo de Jesús y del ministerio de Juan el Bautista.

El Evangelio de Juan (Juan 1:28) afirma que Juan estaba bautizando en "Betania, más allá del Jordán".  generalmente considerada como la ciudad de Betania, también llamada Bethabara en  Perea, en la orilla oriental del río Jordán, cerca de Jericó.  En el siglo III Orígenes, que se trasladó a la zona desde Alejandría, sugirió Betábara como ubicación. En el siglo IV, Eusebio de Cesarea afirmó que la ubicación estaba en la orilla occidental del Jordán, y siguiéndole, el bizantina temprana. Mapa de Madaba muestra a Betábara como (Βέθαβαρά).
El bautismo bíblico está relacionado con manantiales y un uadi (al-Jarrar) cercanos al lugar oriental del río Jordán, no con el Jordán propiamente dicho.  Los lugares de peregrinación, importantes tanto para cristianos como para judíos han cambiado de lugar a lo largo de la historia. El lugar de Al-Maghtas (bautismo, o inmersión en árabe) en el lado oriental del río en Jordania ha sido considerado el primer lugar de culto. Este lugar se encontró tras unas excavaciones patrocinadas por la UNESCO Al-Maghtas fue visitado por el Papa Juan Pablo II en marzo de 2000, y dijo: "En mi mente veo a Jesús llegando a las aguas del río Jordán, no lejos de aquí, para ser bautizado por Juan el Bautista". La Conquista musulmana acabó con las construcciones bizantinas en la orilla oriental del río Jordán, la veneración posterior tuvo lugar justo al otro lado del río en Cisjordania en Qasr el Yahud.
El valle que rodea el Mar Muerto, en el que desemboca el río Jordán desde el norte, es también el lugar más bajo del planeta Tierra.  En enero de 2025 fue inaugurada en Jordania la Iglesia del Bautismo del Señor, sobre un terreno donado por el rey Abdallah II en la zona de Wadi al Kharar, a orillas del río Jordán. 

## Comentarios

### De la Iglesia católica
En el relato del Bautismo de Jesús se pone especial énfasis en que, aunque no necesitaba un bautismo de penitencia, Jesús se somete al bautismo de Juan. El evangelista destaca la manifestación de Jesús como el Hijo de Dios y el Mesías, evidenciada por la voz del Padre desde los cielos y el descenso del Espíritu Santo en forma de paloma sobre Él. La voz del Padre proclama a Jesús como su Hijo amado, mientras que el Espíritu Santo desciende en forma de paloma, simbolizando paz y reconciliación. Este evento marca el inicio del ministerio público de Jesús y subraya su identidad divina y su misión redentora.

Hoy el Espíritu Santo se cierne sobre las aguas en forma de paloma, para que, así como la paloma de Noé anunció el fin del diluvio, de la misma forma ésta fuera signo de que ha terminado el perpetuo naufragio del mundo. Pero a diferencia de aquélla, que sólo llevaba un ramo de olivo caduco, ésta derramará la enjundia completa del nuevo crisma en la cabeza del Autor de la nueva progenie. 

¿Por qué Jesús debía pasar por este bautismo si no tenía pecado que purificar? Los evangelistas  no soslayan esta dificultad. Jesús se sometió al bautismo de Juan a pesar de no tener pecado que purificar, una cuestión que ni los evangelistas ni la tradición cristiana pasan por alto. Las palabras de Juan el Bautista, expresando su resistencia a bautizar a Jesús, también señalan esta dificultad. Sin embargo, tanto los evangelios como la tradición cristiana no omiten este relato. La narración sugiere que Jesús, al participar en el bautismo de Juan, muestra su compromiso con el plan divino de preparar al pueblo a través de los profetas. De esta manera, el Señor cumple "toda justicia", es decir, todo lo establecido por Dios. Según enseña el Catecismo de la Iglesia Católica, el bautismo de Jesús representa "la aceptación e inauguración de su misión como Siervo doliente"..
Jesús es el Siervo anunciado por el profeta  Isaías, que, como Cordero llevado al matadero, acepta serena y humildemente la misión que el Padre le encomienda. Jesús se hace bautizar anticipando con ello su bautismo de sangre, su muerte en la cruz, para la remisión de los pecados. Por amor se somete por completo a la voluntad del Padre, y Éste acepta complacido y conmovido la ofrenda de su Hijo. La incoación de la misión de Cristo —su muerte por los pecados de todos los hombres, para que puedan resucitar a una vida nueva— significada en el pasaje hizo del Bautismo de Cristo signo de nuestro bautismo. Así está reflejado en la doctrina cristiana: 

Por el bautismo, el cristiano se asimila sacramentalmente a Jesús que anticipa en su bautismo su muerte y su resurrección: debe entrar en este misterio de rebajamiento humilde y de arrepentimiento, descender al agua con Jesús, para subir con él, renacer del agua y del Espíritu para convertirse, en el Hijo, en hijo amado del Padre y “vivir una vida nueva”

### Otros comentarios
Justus Knecht responde a la pregunta de por qué Jesús se dejó bautizar por Juan:

1. Él no requería hacer penitencia, porque estaba libre de pecado; pero había cargado con nuestros pecados para expiarlos; por eso se humilló, se puso a la altura de los pecadores y se sometió obedientemente a ser bautizado, como antes se había sometido a ser circuncidado y presentado en el Templo. 2. Nos dio así una lección de humildad y obediencia, y nos ha enseñado que también nosotros debemos cumplir toda justicia, es decir, obedecer prontamente todas las ordenanzas de Dios. 3. Por su bautismo santificó el agua y le dio el poder de purificar y santificar el alma del hombre. En otras palabras, instituyó el Sacramento del Bautismo por el cual, bajo el signo externo del agua, recibimos la remisión de nuestros pecados.

También señala que, "La apertura del cielo significaba que el Cielo, que había estado cerrado para el hombre desde la Caída, volvía a ser abierto por Jesús."
Roger Baxter reflexiona sobre el bautismo de Cristo en sus Meditaciones:

El primer acto de la vida pública de Cristo fue presentarse para ser bautizado por Su precursor, para enseñarnos que los que se emplean en la obra de Dios deben llevar consigo un corazón puro e incorrupto. Se despide, pues, de su divina Madre, que, aunque afligida por la ausencia de semejante Hijo, se alegraba de que la redención de Israel estuviera próxima. Emprende un largo viaje hacia el Bautista. El Señor acude al siervo para ser bautizado por él como un vulgar pecador, entre publicanos y soldados y el más bajo orden del vulgo. Admira la humildad del Hijo de Dios, y convéncete de que la humildad es la mejor preparación para las grandes obras. 

## Iconografía

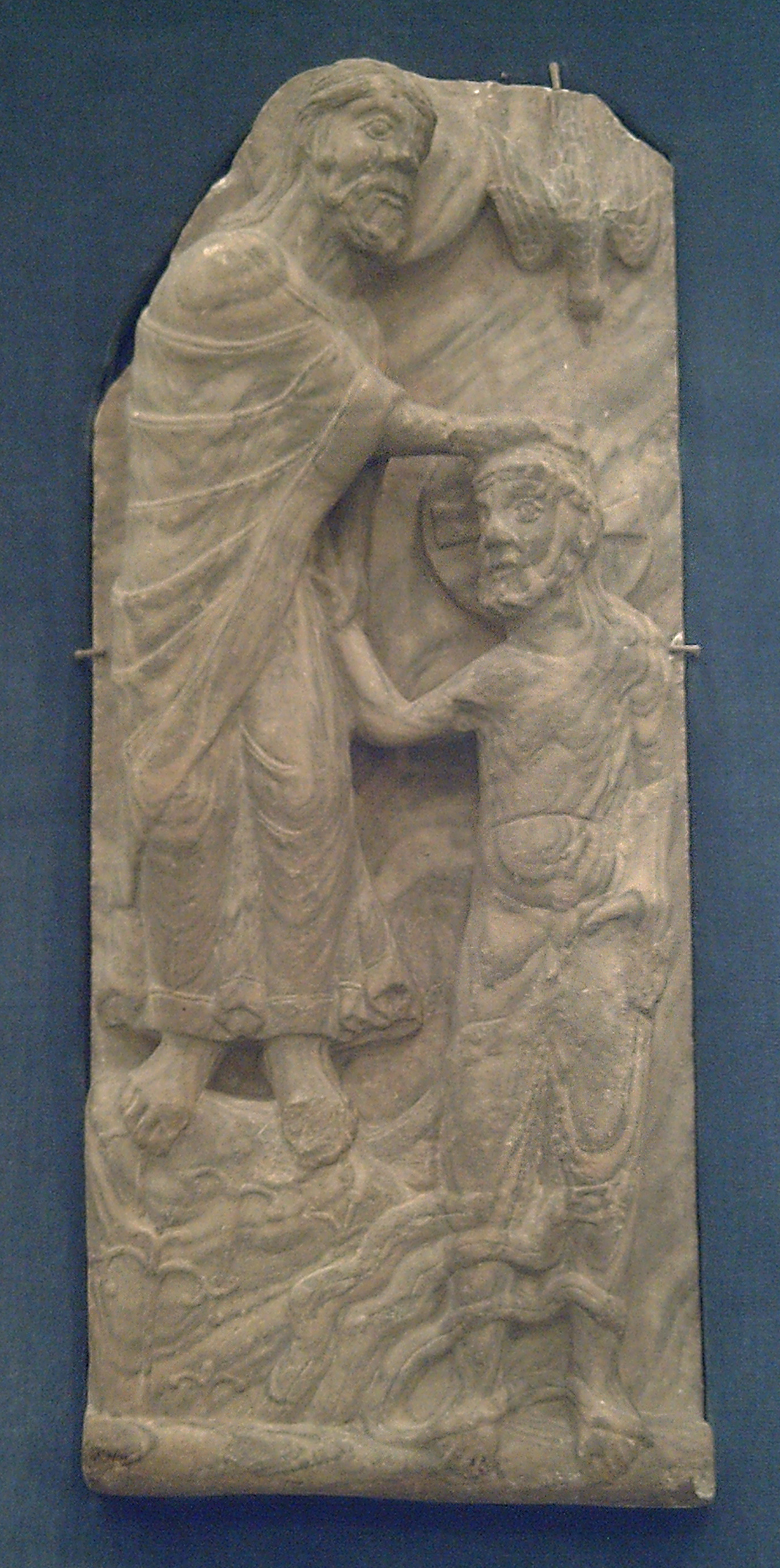
Relieve románico (s. XII) del Bautismo de Jesús procedente de Ares (Galicia, España), en el M.A.N. (Madrid).

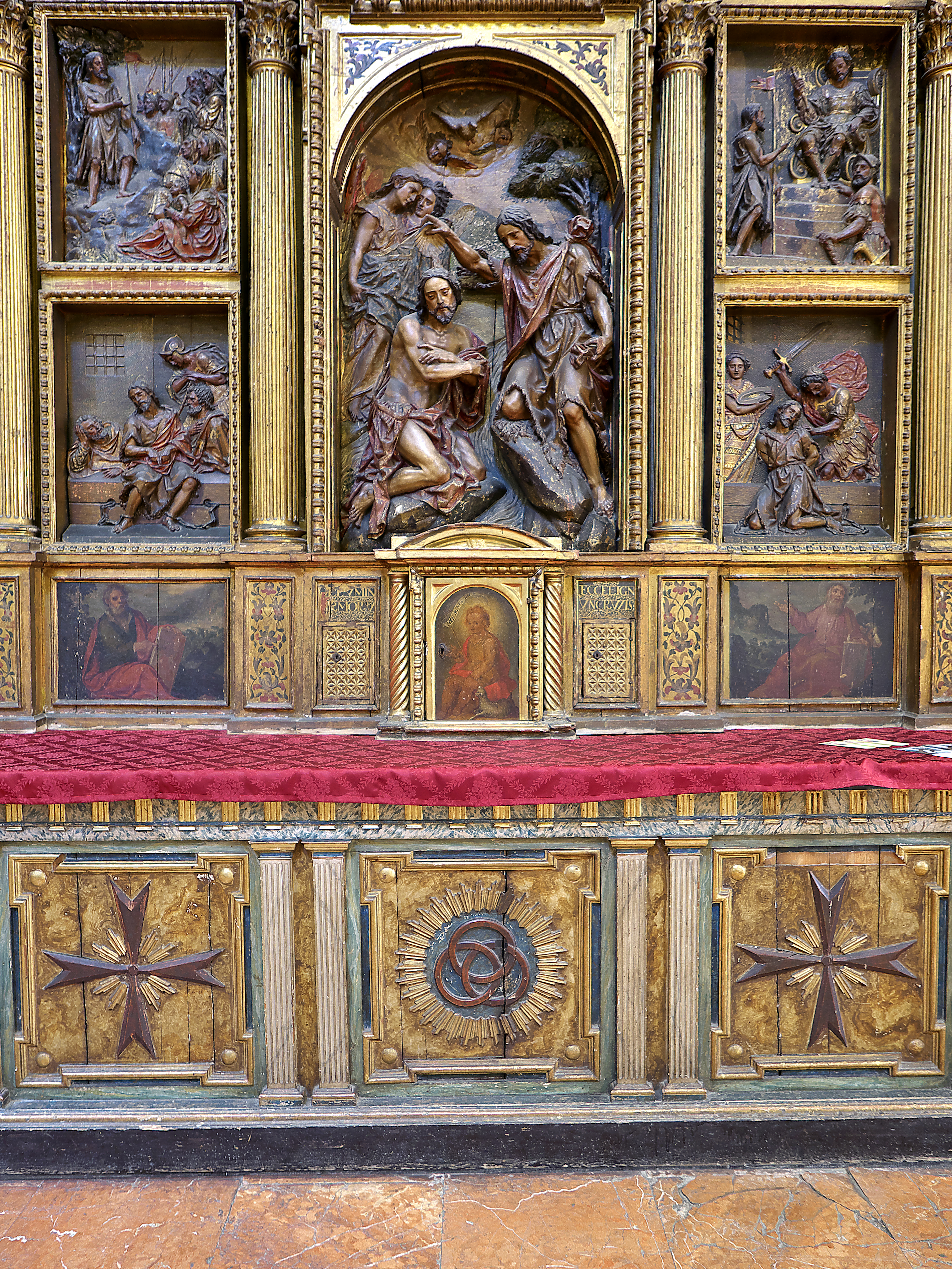
Juan Martínez Montañés (1610)

Las representaciones del bautismo de Cristo aparecen en la pintura paleocristiana y pueden verse ya en las catacumbas romanas: en un fresco de las catacumbas de San Calixto o en la cripta de Lucina del siglo II. Es una composición sencilla en que solo aparecen las dos figuras de Jesús y Juan.
A partir del siglo VI, en la pintura bizantina la escena se enriquece con otros detalles, como la presencia de ángeles que actúan como acólitos. El mismo río Jordán toma a veces protagonismo y los artistas hacen de Jesucristo expresión artística y lo representan con barba. Otro elemento que se introduce a veces es un ciervo que bebe pacíficamente en la orilla.
En los siglos XIII y XIV, acomodándose a los cambios del ritual, en lugar de ver a Jesús Y sumergido en el agua, se ve a Juan que la derrama sobre su cabeza con la ayuda de una concha. Tal es la escena que puede contemplarse en los bajorrelieves de la puerta de bronce del baptisterio de Florencia (1335). Los artistas del Renacimiento, como Cima da Conegliano, relegan el tema de la Trinidad para destacar el propio acto bautismal; representan a Jesús orante y recibiendo el agua derramada sobre su cabeza por San Juan Bautista, mientras los ángeles participan del acto solemne. Esta tipología, con los dos protagonistas más el coro de ángeles, será la más difundida durante los siglos XVII y XVIII.
- El bautismo de Cristo, de Piero della Francesca (ca. 1450).
- El bautismo de Cristo, del taller de Verrocchio (ca. 1475-1478).
- Bautismo de Cristo,  de Cima da Conegliano (1492).
- Tríptico del bautismo de Cristo, de Gerard David (ca. 1502-1508).
- El bautismo de Cristo, parte de un retablo de El Greco (1596-1600).
- El Bautismo de Cristo, de Francisco de Goya (1780).

## Otras representaciones artísticas
Mientras que el evangelio de Lucas es explícito sobre el Espíritu de Dios descendiendo en forma de paloma, la redacción de Mateo es lo suficientemente vaga como para que pueda ser interpretada sólo para sugerir que el descenso fue en el estilo de una paloma. Aunque en la época en que se escribieron estos pasajes se atribuían diversos simbolismos a las palomas, la imagen de la paloma se ha convertido en un símbolo muy conocido del Espíritu Santo en el arte cristiano. Las representaciones de la escena bautismal suelen mostrar el cielo abriéndose y al Espíritu Santo descendiendo como una paloma hacia Jesús.
Los artistas solían intentar mostrar el cuerpo entero de Cristo mientras estaba de pie en el agua, lo que podía plantearles dificultades. La imagen razonablemente coherente del mosaico del siglo VI del Baptisterio arriano, Rávena, con el agua delimitada por dos orillas, al ser utilizada en muchas generaciones de copias en Europa occidental, por artistas poco hábiles en la representación de la recesión visual, dio lugar a imágenes como la del Salterio de Leonor de Aquitania, donde parece haber un montículo de agua de pie.
En las imágenes medievales se hizo habitual la presencia de al menos un arcángel acompañante, sosteniendo el manto de Cristo, y a menudo otro con una toalla.

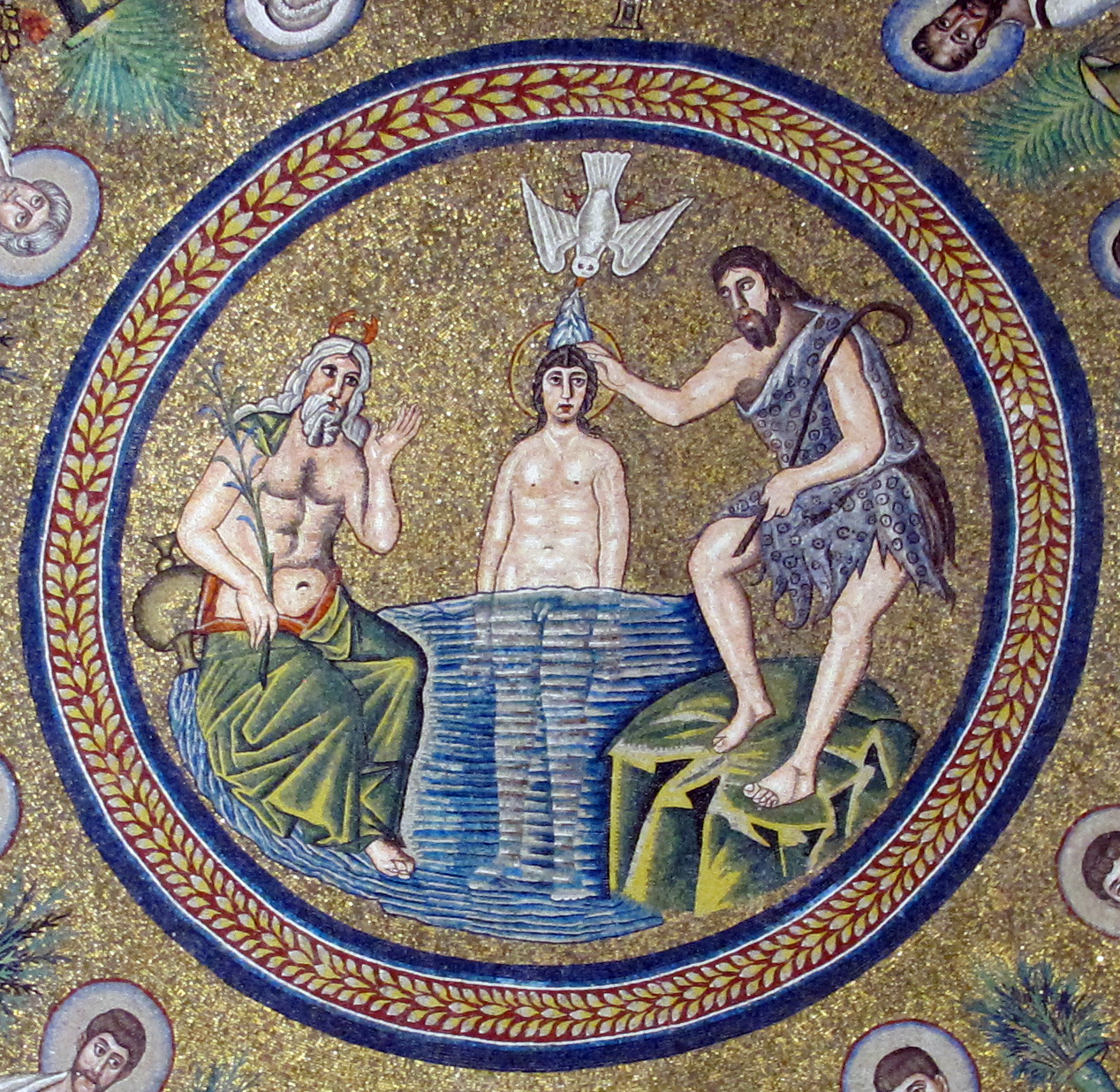
Baptisterio arriano, Rávena, mosaico del siglo VI. Una personificación clásica del Jordán asiste a la izquierda.
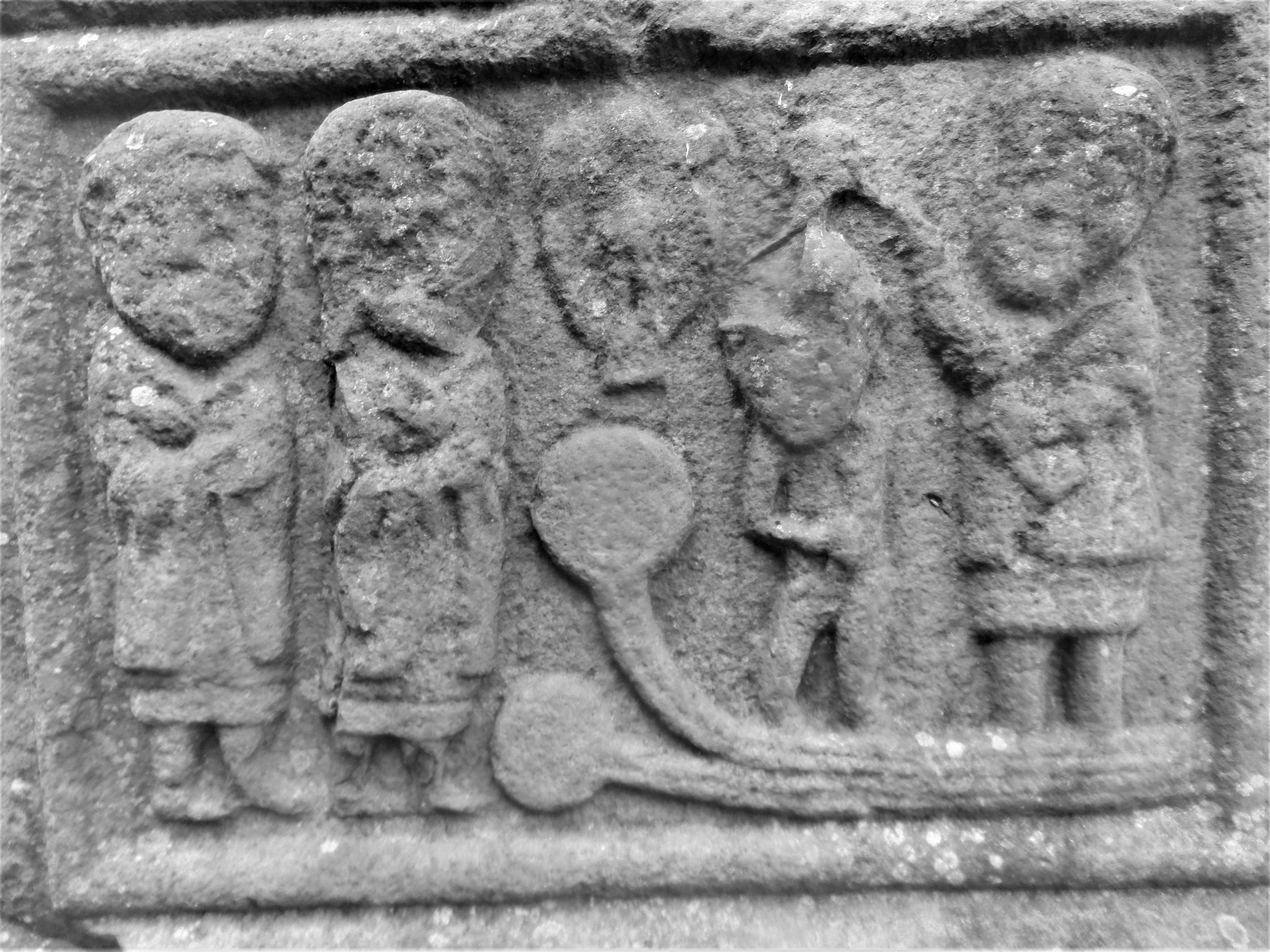
Alta cruz, Kells, Irlanda, talla en piedra del siglo X
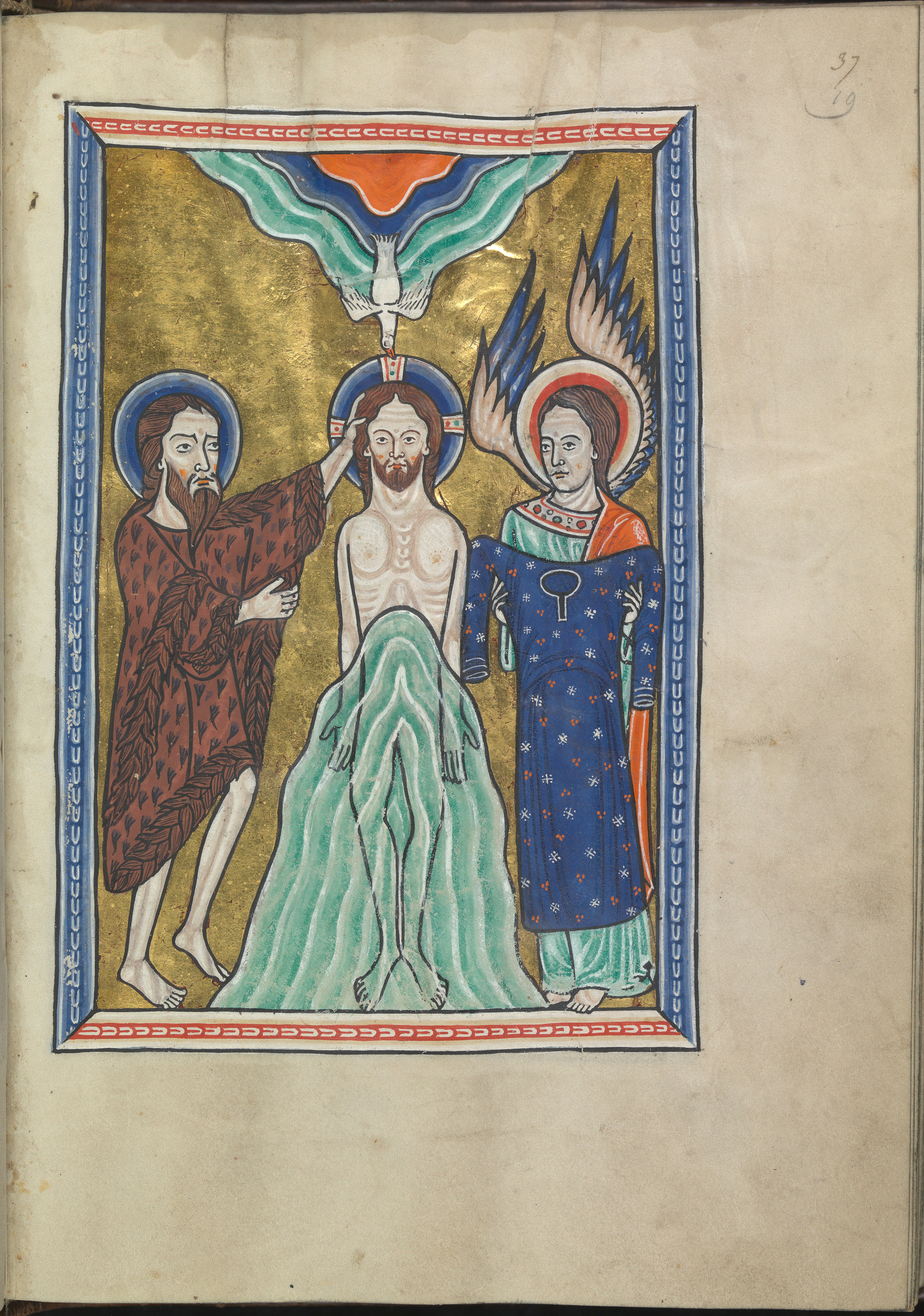
Miniatura del salterio de Leonor de Aquitania c. 1185
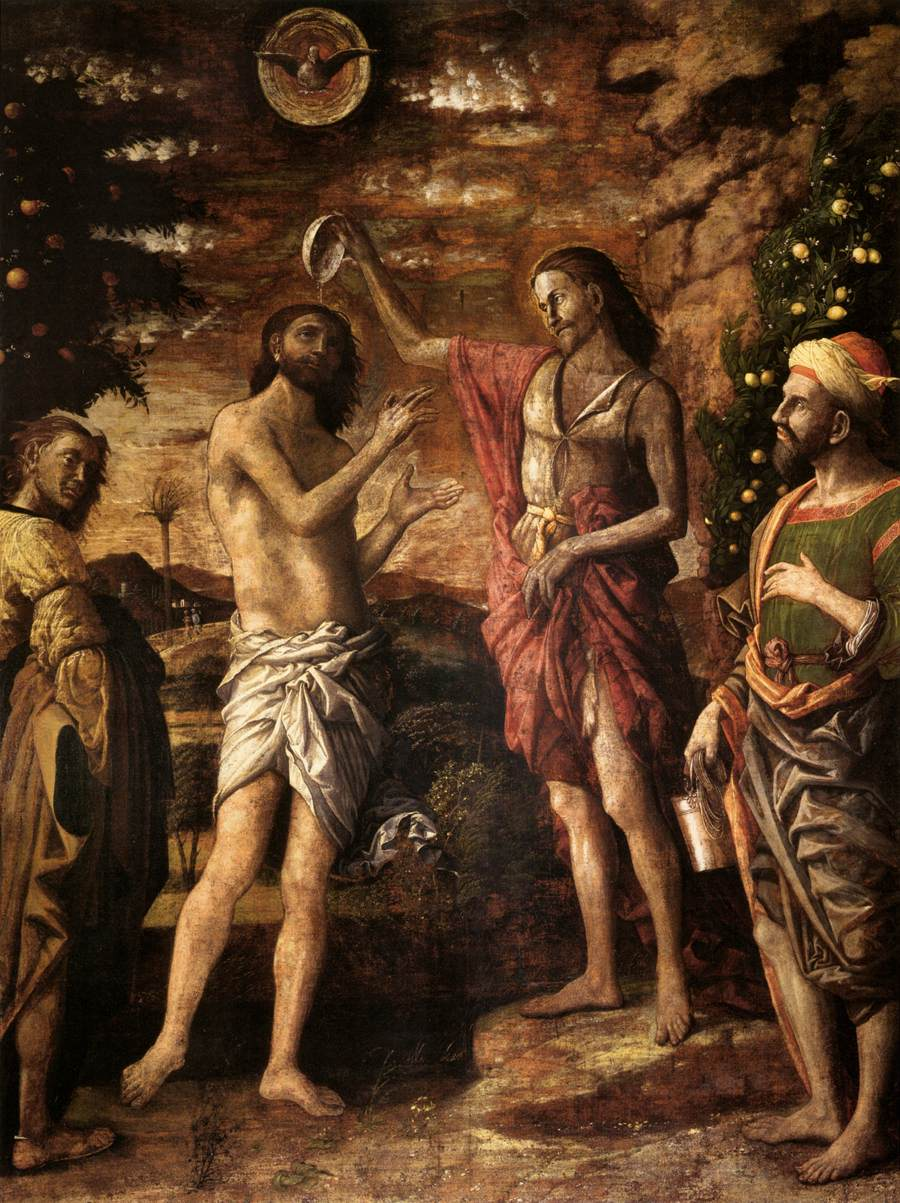
Andrea Mantegna, c.1505
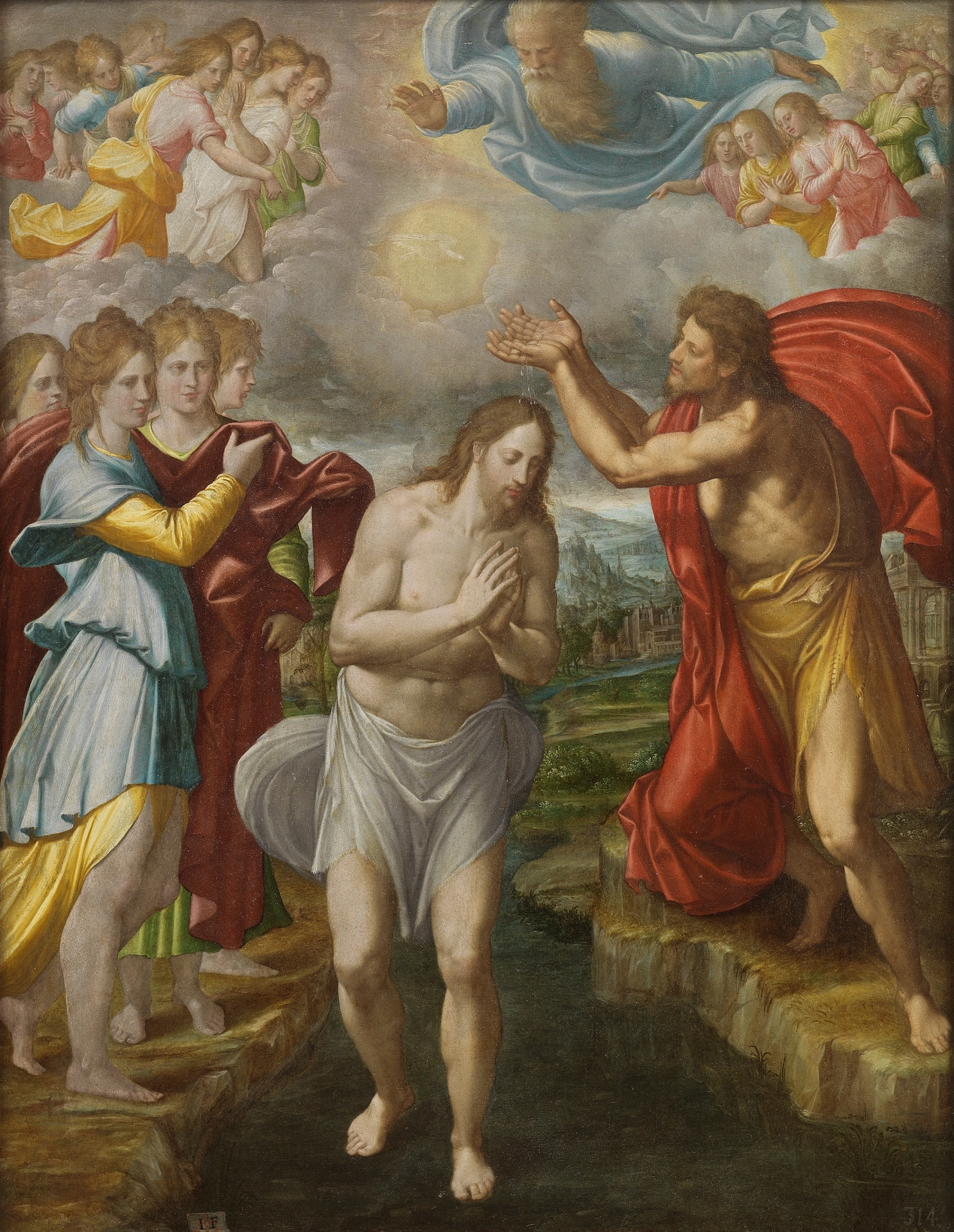
Juan Navarrete, 1567
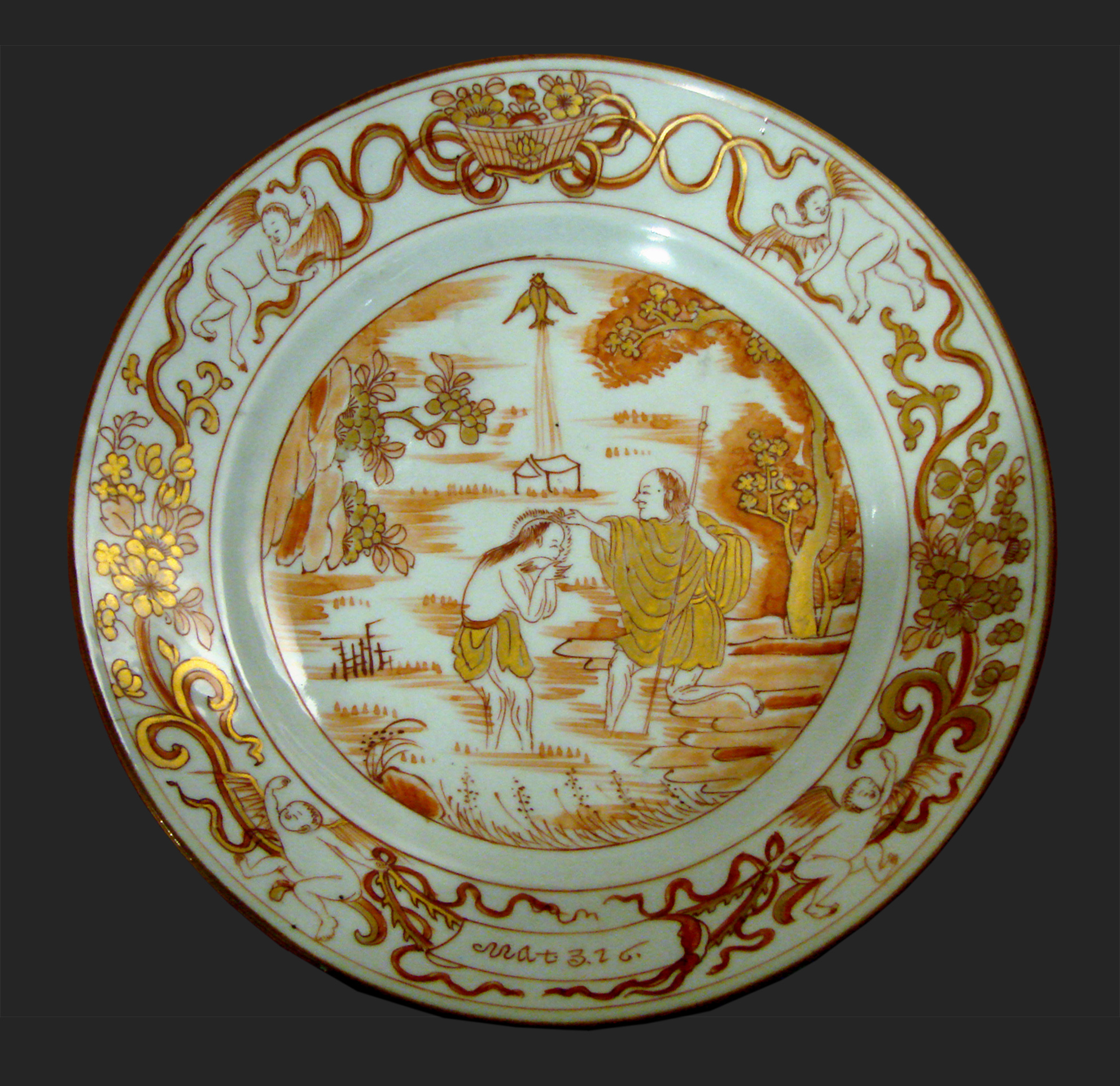
Porcelana china, dinastía Qing, principios del siglo XVIII
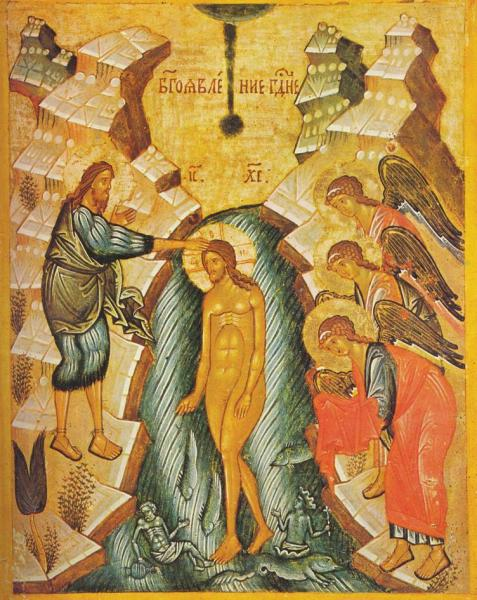
Icono ortodoxo oriental
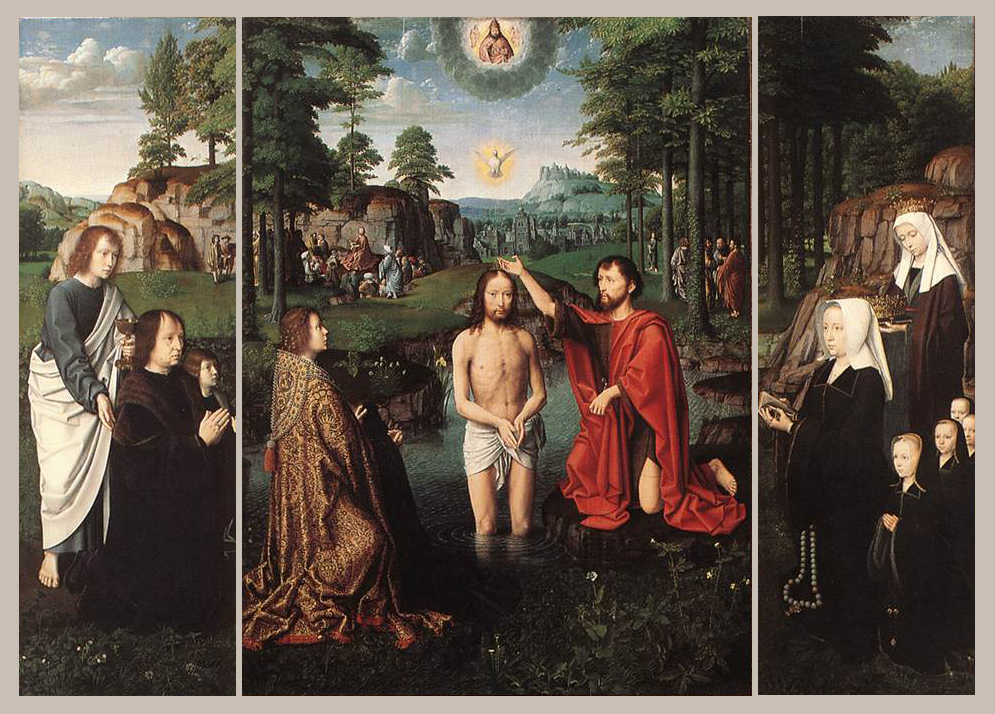
Gerard David - Tríptico del bautismo de Cristo (Gerard David)', c. 1505
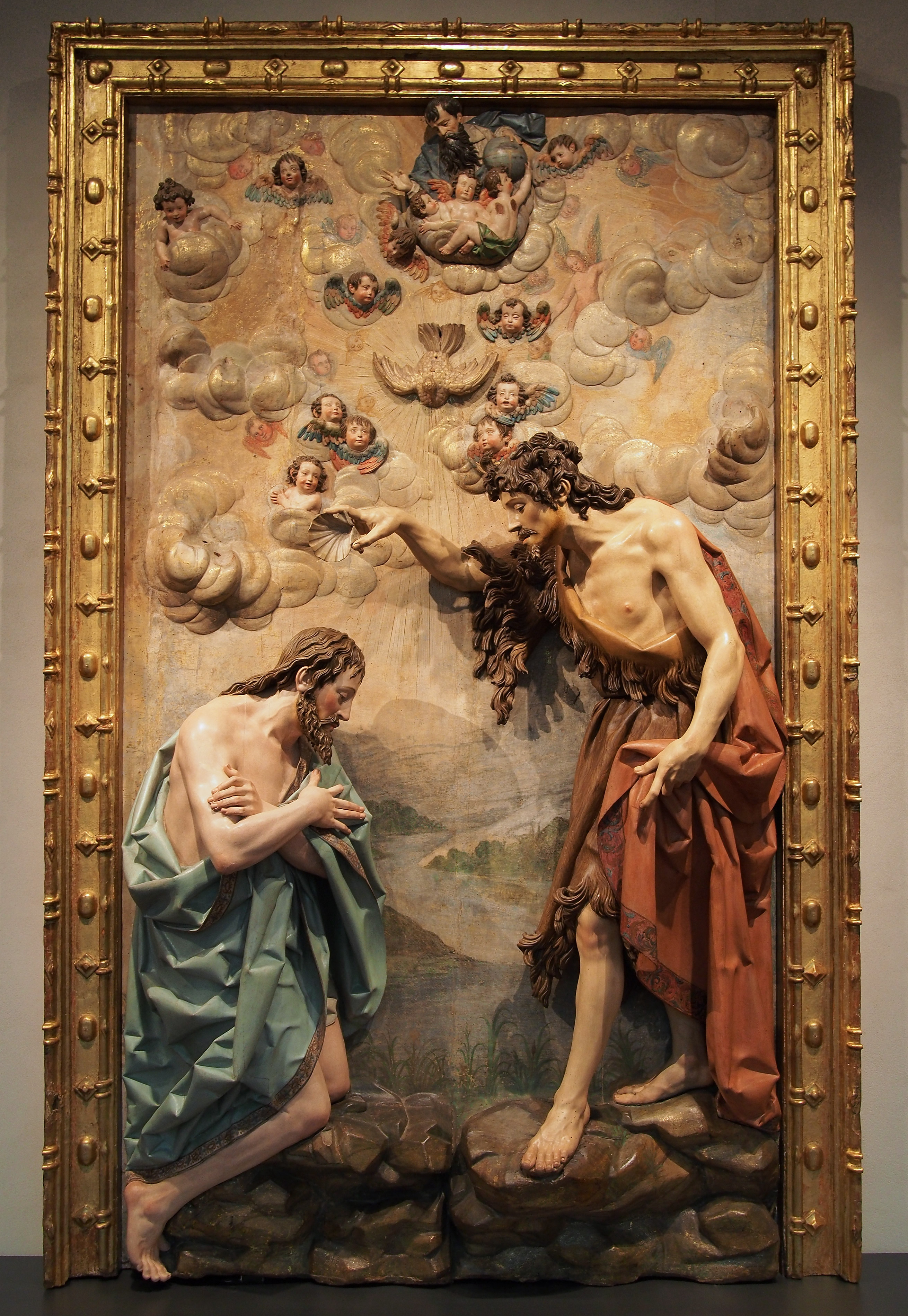
Gregorio Fernández, c. 1630
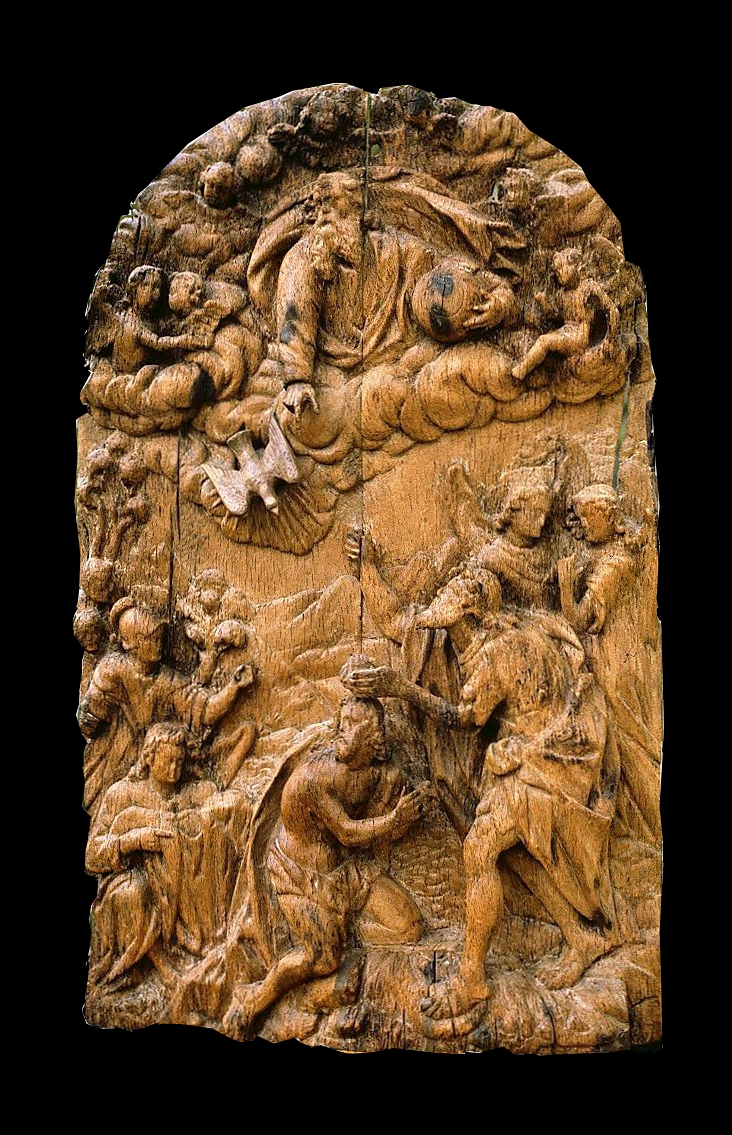
Relieve en Kärlich, hacia el siglo XVII
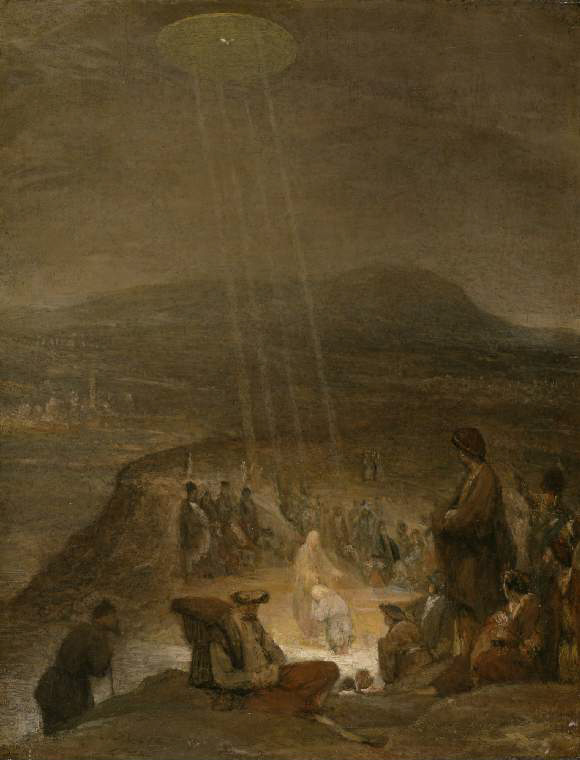
Aert de Gelder,c. 1710
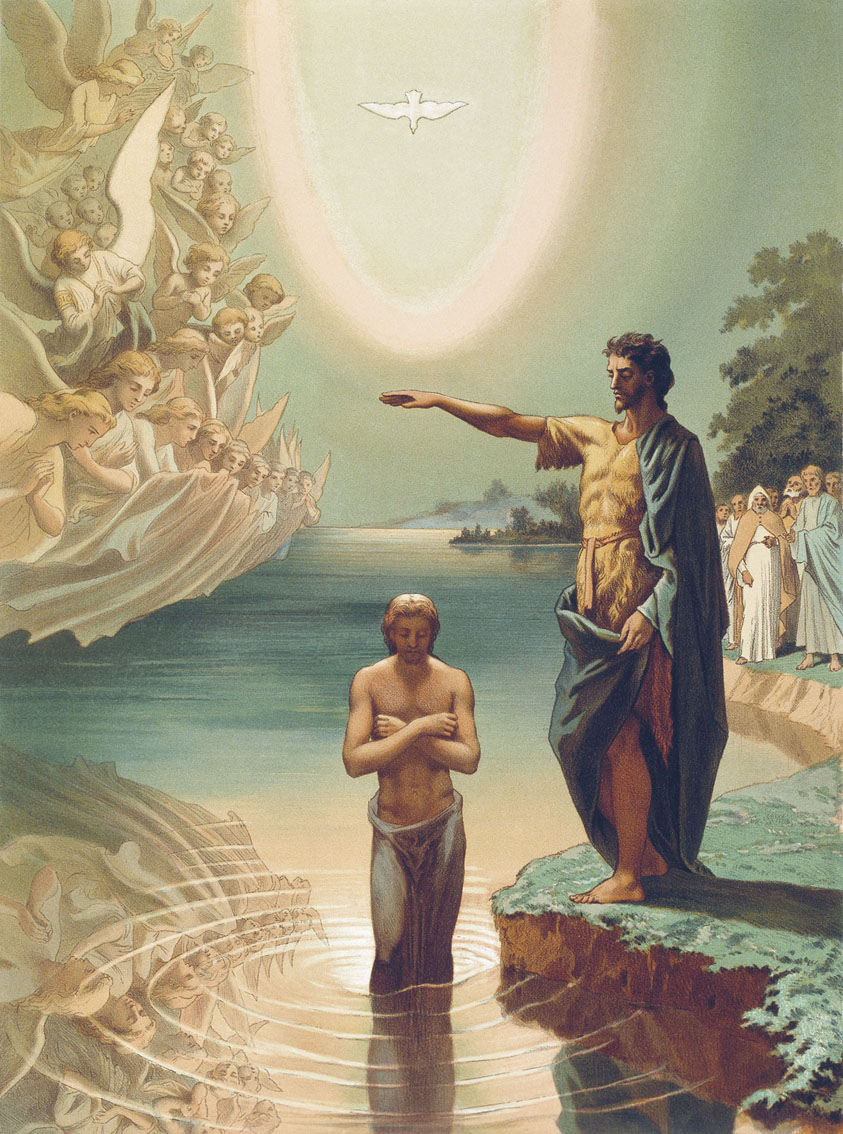
Grigori Gagarin
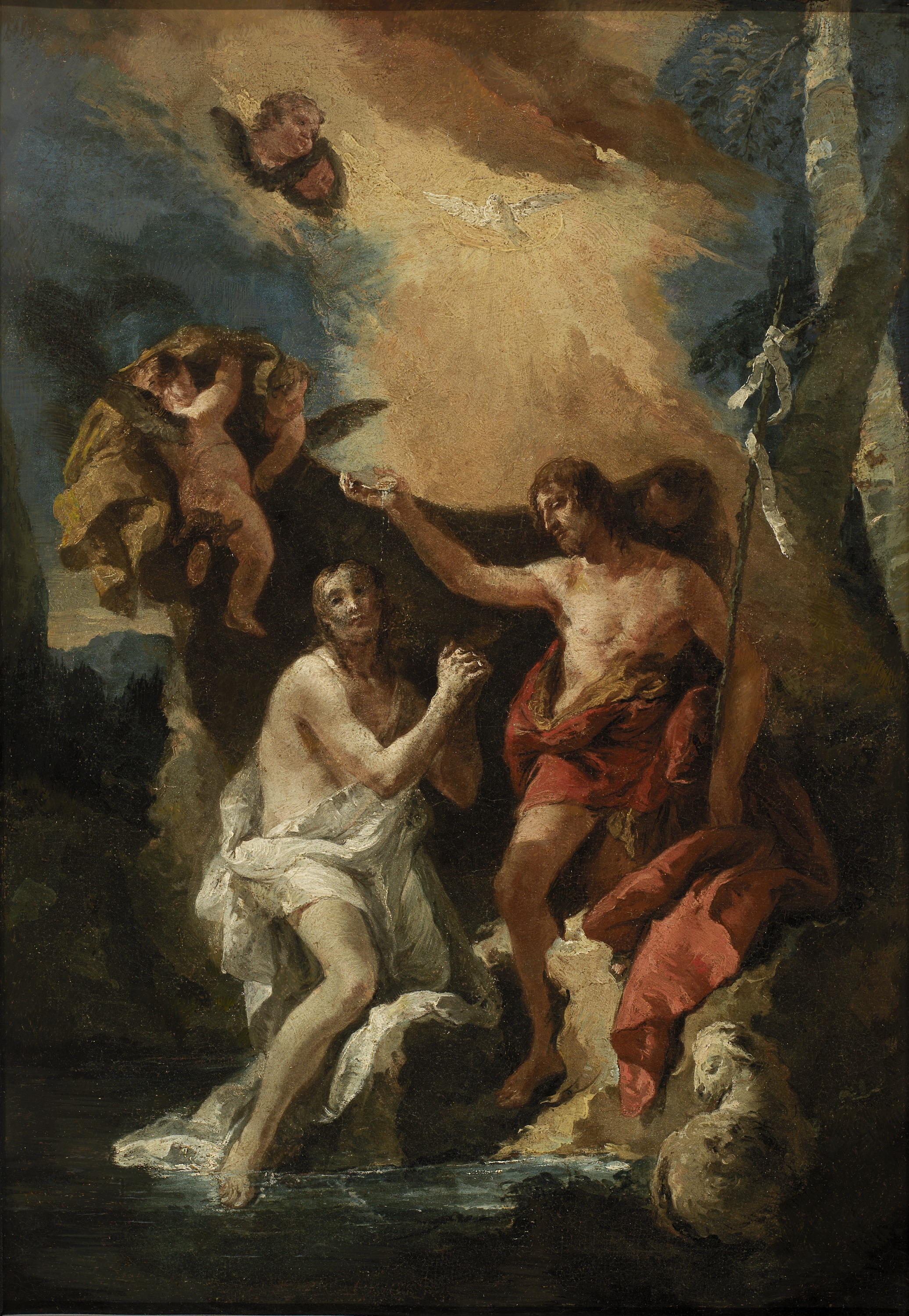
Giovanni Battista Tiepolo, Bautismo de Cristo, siglo XVIII, Italia

## Celebración litúrgica

### En la Iglesia católica
En el rito romano de la Iglesia católica, la solemnidad del Bautismo del Señor se celebra el domingo posterior a la solemnidad de la Epifanía del Señor (domingo posterior al 6 de enero), oscilando por tanto entre los días 7 y 13 de enero. Sin embargo, en aquellos lugares donde la Epifanía se traslada al domingo, cuando éste coincide con el 7 u 8 de enero la solemnidad del Bautismo del Señor se celebra el lunes inmediatamente siguiente.

#### Fecha del Bautismo de Jesús
| Año  | Fecha       | Año  | Fecha       | Año  | Fecha       |
| ---- | ----------- | ---- | ----------- | ---- | ----------- |
| 2001 | 8 de enero  | 2013 | 13 de enero | 2025 | 12 de enero |
| 2002 | 13 de enero | 2014 | 12 de enero | 2026 | 11 de enero |
| 2003 | 12 de enero | 2015 | 11 de enero | 2027 | 10 de enero |
| 2004 | 11 de enero | 2016 | 10 de enero | 2028 | 9 de enero  |
| 2005 | 9 de enero  | 2017 | 9 de enero  | 2029 | 8 de enero  |
| 2006 | 9 de enero  | 2018 | 8 de enero  | 2030 | 13 de enero |
| 2007 | 8 de enero  | 2019 | 13 de enero | 2031 | 12 de enero |
| 2008 | 13 de enero | 2020 | 12 de enero | 2032 | 11 de enero |
| 2009 | 11 de enero | 2021 | 10 de enero | 2033 | 9 de enero  |
| 2010 | 10 de enero | 2022 | 9 de enero  | 2034 | 9 de enero  |
| 2011 | 9 de enero  | 2023 | 9 de enero  | 2035 | 8 de enero  |
| 2012 | 9 de enero  | 2024 | 8 de enero  | 2036 | 13 de enero |